# كريستوفر غرينوود
كريستوفر غرينوود (بالإنجليزية: Christopher Greenwood)‏ هو قاضي ومحام بالقضاء العالي ومحامي بريطاني، ولد في 12 مايو 1955 في Wellingborough ‏ في المملكة المتحدة.